# Pasmalompolo
Pasmalompolo är en sjö i Kiruna kommun i Lappland och ingår i Torneälvens huvudavrinningsområde. Pasmalompolo ligger i Torne och Kalix älvsystem Natura 2000-område.